# Пурепеча (язык)
Пуре́печа (самоназвание — P'urhépecha, исп. purépecha, также называется тараскский) —  язык индейского народа пурепеча, считающийся изолятом. 
Число носителей — около 120000 человек, проживающих, в основном, в мексиканском штате Мичоакан, а также в штатах Алабама, Иллинойс, Калифорния, Миссури и Северная Каролина в США.

## Географическое распространение
Язык пурепеча используется, в основном, сельскими жителями штата Мичоакан.

## Классификация
Язык пурепеча был включён Джозефом Гринбергом (Greenberg, 1987) в чибчанскую языковую семью, но эта идея не была поддержана большинством лингвистов, и в настоящее время пурепеча считается изолятом.

## Фонетика
Данный фонетический состав дан для диалекта языка пурепеча тарекуато Полом де Вулфом (1989). Диалект тарекуато отличается от остальных диалектов языка наличием фонетического велярного носового согласного. Все диалекты языка пурепеча имеют фонетическое ударение, обычно обозначаемое в транскрипции знаком акута.

### Гласные
В языке пурепеча используются следующие гласные:
|              | Передние | Средние | Задние |
| ------------ | -------- | ------- | ------ |
| Закрытые     | i        | ɨ       | u      |
| Полуоткрытые | e        |         | o      |
| Открытые     |          | ɑ       |        |

### Согласные
Фонетика языка пурепеча необычна для мезоамериканских языков. Пурепеча и язык уаве — единственные языки Мезоамерики, в которых отсутствует гортанная смычка как фонема. Кроме того, язык пурепеча противопоставляет чистые и аспирированные смычные и два «р»-подобных звука, но не имеет латеральных согласных.
|               |                | Губно-губные | Альвеолярные | Постальвеолярные и палатальные | Велярные | Лабиовелярные согласные |
| ------------- | -------------- | ------------ | ------------ | ------------------------------ | -------- | ----------------------- |
| Смычные       | чистые         | p            | t            |                                | k        | kʷ                      |
| Смычные       | аспирированные | pʰ           | tʰ           |                                | kʰ       | kʷʰ                     |
| Аффрикаты     | чистые         |              | ʦ            | ʧ                              |          |                         |
| Аффрикаты     | аспирированные |              | ʦʰ           | ʧʰ                             |          |                         |
| Фрикативные   | Фрикативные    |              | s            | ʃ                              | x        |                         |
| Носовые       | Носовые        | m            | n            |                                | ŋ        |                         |
| Дрожащие      | Дрожащие       |              | r            | ɽ                              |          |                         |
| Аппроксиманты | Аппроксиманты  | w            |              | j                              |          |                         |

## Алфавит
| a   | b   | ch   | ch'   | d    | e    | g     | i        | ï    |
| --- | --- | ---- | ----- | ---- | ---- | ----- | -------- | ---- |
| /ɑ/ | /b/ | /tʃ/ | /tʃʰ/ | /d/  | /e/  | /g/   | /i/, /j/ | /ɨ/  |
| j   | k   | k'   | m     | n    | nh   | o     | p        | p'   |
| /x/ | /k/ | /kʰ/ | /m/   | /n/  | /ŋ/  | /o/   | /p/      | /pʰ/ |
| r   | rh  | s    | t     | t'   | ts   | ts'   | u        | x    |
| /r/ | /ɽ/ | /s/  | /t/   | /tʰ/ | /ts/ | /tsʰ/ | /u/      | /ʃ/  |

Алфавит из издания 1946 года: a, ʌ, b, ch, ch', d, e, f, g, i, j, k, k', l, m, n, ñ, o, p, p', r, rr, ɹ, s, š, t, t', ts, ts', u

## Грамматика
Пурепеча — агглютинативный номинативный суффигирующий язык с большим количеством суффиксов (160 по Полларду, 1993) и клитик. Отсутствует инкорпорация. Глагол различает 3 вида и 6 наклонений. Система падежей включает номинатив, аккузатив, генитив, локатив, комитатив и инструменталис. Основной порядок слов — SVO.

### Существительное
Множественное число образуется при помощи окончаний -echa/-icha или -cha (де Вулф, 1989):
- kúmi-wátsï «лисица» — kúmi-wátsïcha «лисицы»
- iréta «город» — irétaacha «города»
- warhíticha tepharicha maru «несколько толстых женщин (дословно: „женщин толстых несколько“)».

Номинативный падеж не маркирован; аккузативный, маркирующий прямое (иногда непрямое) дополнение, маркирован окончанием -ni:
Pedrú pyásti tsúntsuni «Педро купил горшок»
Pedrú pyá-s-ti tsúntsu-ni
Педро купить-PRF-3ind горшок-ACC
Генитив маркирован окончаниями -ri или -eri:
imá wárhitiri wíchu «собака той женщины»
imá wárhiti-ri wíchu
та женщина-GEN собака